# 김주원 (발레 무용수)
김주원(1977년 5월 8일 ~ )은 대한민국의 발레리나이다.

## 학력
- 배정초등학교 (졸업)
- 선화예술중학교
- 볼쇼이 발레학교 (졸업)

## 발레
- 스파르타쿠스 - 프리기아 역
- 백조의 호수 - 오데뜨 · 오딜 역
- 호두까기 인형 - 마리 역
- 로미오와 줄리엣 -줄리엣 역
- 카르멘 - 카르멘 역
- 지젤 ... 지젤 역
- 돈 키호테 - 키트리 역
- 해적 - 메도라 역
- 2013년 김주원의 《마그리트와 아르망》
- 2019년 김주원의 《Tango Ballet - 3 Minutes》

## 뮤지컬
- 2010년 뮤지컬 《컨택트》 노란 드레스 역
- 2015년 뮤지컬 《팬텀》 벨라도바역
- 2016년 뮤지컬 《팬텀》 벨라도바역
- 2017년 《댄스 시어터 컨택트》
- 2018년 뮤지컬 《팬텀》 벨라도바역
- 2021년 뮤지컬 《팬텀》 벨라도바역

## 기타 공연
- 2017년 연극 《라빠르트망》 리자 역
- 2019년 연극 《도리안 그레이의 초상》 제이드 역
- 2020년 김주원의 《사군자 - 생의 계절》

## 그 외 활동

### 방송
- 2011년 MBC 《댄싱 위드 더 스타 시즌1》 심사위원
- 2011년 KBS1 《낭독의 발견》 380회
- 2012년 MBC 《댄싱 위드 더 스타 시즌2》 심사위원
- 2012년 KBS1 《한국 한국인》 648회
- 2012년 MBN 《60분의 기적》 7회
- 2013년 MBC 《댄싱 위드 더 스타 시즌3》 심사위원
- 2017년 KBS2 《발레교습소 백조클럽》 예술감독

### 라디오
- 2014년 EBS FM 《오후 N 음악》